# RIDE ON TIME
《RIDE ON TIME》은 일본의 싱어송라이터 야마시타 타츠로의 다섯 번째 스튜디오 음반으로, 1980년 9월에 발매되었다.
〈RIDE ON TIME〉은 타이틀곡으로 가장 잘 알려져 있으며, 이 곡은 1980년 5월 싱글로 발매된 야마시타 주연의 맥셀 오디오 카세트의 텔레비전 광고에 사용되었다. 이 곡은 일본 오리콘 차트에서 417,000장의 판매량으로 3위를 차지하며 그의 첫 번째 차트 싱글이 되었다. 2003년, 이 노래는 텔레비전 드라마 《굿 럭!!》에 등장했다. 기무라 타쿠야가 주연을 맡았고, 다시 차트 20위 안에 진입했다.
음반이 나온 후, 〈MY SUGAR BABE〉라는 곡이 싱글로 발매되었다. 카츠 신타로 감독의 텔레비전 드라마 《게이시-K》의 주제곡으로 1980년 가을에 NTV에서 방영되었다. 야마시타는 성공하지 못한 TV 시리즈에서 사용된 전체 배경 음악을 작곡했다. 2002년 재발행 당시, 그들의 발췌본(〈MY SUGAR BABE〉의 기악 버전)이 보너스 트랙 중 하나로 추가되었다.

## 배경
음반 《MOONGLOW》의 작업 중인 1979년 여름, 야마시타는 오르간 연주자인 돈 루이스의 일본 방문 공연에 참가한 요시다 미나코로부터, 같은 참가 멤버였던 당시 아직 22세의 드러머 아오야마 준을 소개받았다. 아오야마는 사토 히로시의 그룹 "하이 타임스"에서 함께 멤버였던 베이시스트 이토 히로노리와 야마시타의 밴드 멤버, 오디션을 겸한 세션에 참가하게 되었다. 아오야마에 의하면 "어쨌든 그럼 우선 이 곡을 해보자"고 야마시타로부터 건네진 악보에는 〈따라와〉라고 제목이 쓰여 있었다고 한다. 그러던 중 곡명은 잊었다고 하지만 6/8박자의 대략 록 밖에 하지 않은 드러머라고 때릴 수 없는 발라드 곡의 악보를 내왔다.후에 아오야마는 "분명 애송이였던 우리에게는 아마 없었을 떫은 맛을 시험해 보려고 타츠로씨도 기대는 그렇게 하지 않았을 거라고 생각했다"고 하지만 당시부터 그런 음악을 좋아했기 때문에 연주 경험이 부족함은 부인할 수 없지만 둘 다 아무런 저항 없이 아오야마는 "기분 좋구나"라고 생각하며 연주를 끝냈다.그 직후 야마시타에서 상당히 무서운 얼굴로 "너, 아오야마라고 그랬나? 나이가 어떻게 되지?"라는 물음에 "22살인데, 왜요? 맘에 안 드세요?"라고 대답하자, "어째 이런 노래 처음 치는 것 치곤 잘 치는데?! 그 나이에 대단한데?!"라고 말했다고 한다.
잡다한 패턴이 담긴 곡을 연주하고 싶은 작가주의 성향이 강한 야마시타에게 이때까지는 수많은 뮤지션과 연주해오면서 곡조에 맞춰서 세션을 적당히 써먹었다. 스튜디오에서는 그렇게 해도 충분했어도 라이브 스테이지에서는 멤버 선정에 따라 연주할 수 없는 곡도 나왔지만, 그런 점에서 어떤 스타일이든 자신을 만족시킬만한 수준으로 끌어올려준 첫 콤비가 아오야마와 이토 콤비였다. 그들과의 만남으로 인해 라이브에서 연주할 수 있는 레퍼토리가 대폭 늘어나, 슈가베이브 이후 자신이 그려온 라이브의 청사진이 처음으로 현실화될 거란 예상을 하게 되고, 결국 그 오디션같은 세션이 한번 진행된 후 그 다음부터는 스테이지에서 연주하기 위한 리허설에 들어갔다. 79년 후반에 들어서면서 그들은 라이브의 정식 멤버가 되었고, 이듬해 초에 레코딩 멤버가 되었다. 이렇게 해서 아오야마와 이토 콤비가 《GO AHEAD!》 시절부터 멤버였던 난바와 시이나에게 합류하면서, 어떻게든 라이브와 레코딩이 둘 다 가능한 정예멤버들이 꾸려졌고, 이 시기부터 연습 스튜디오에서 연습을 해서 맞춰보고, 그 멤버 그대로 레코딩 스튜디오로 그걸 가져가 레코딩을 하는 식으로 고정되다 보니 여러 가지 리듬 패턴을 실험해 작곡에 써먹게 되었고, 이런 방법은 집에서 혼자 생각한 그동안의 방식에서 이제껏 생각하지 못했던 아이디어를 더 많이 만들어냈다.
그 시기 《MOONGLOW》의 롱 셀러에 입가에 미소가 번졌던 디렉터 코스기는 이제 승부를 봐야할 때라며, 야마시타 자신이 TV CM에 나오는 기획에 타이업이 되었고, CM 작곡가로서 어느 정도 커리어를 쌓아왔던 그에게 있어 코스기가 가져온 프로젝트의 카피라이터, 감독, 광고  대행사의 프로듀서 모두 오래 전부터 면식이 있어서, 그 점을 잘 파고들어 오퍼를 컨펌시켰다. 그렇게 해서 나온 싱글 〈RIDE ON TIME〉은 야마시타에게 있어 첫 히트곡이었다.
싱글이 히트치면서 그 분위기에 힘입어 제작을 시작한 이 음반은, 음악적인 노선은 전작 《MOONGLOW》의 연장선이면서도 가장 큰 변화는 제작예산이었는데, 히트곡이 나와 매출이 오른 관계로 평소에 야마시타는 스튜디오 비용을 마음껏 쓰면서 다른 테이크와 편곡을 할 수 있는 게 꿈이었는데, 이 때 그것이 현실화되었고, 그래서 그 시기에 몇년 전과는 다른 곡을 만들 수 있게 되었다고 한다. 그 반면 《RIDE ON TIME》의 히트 후에 여러 방송의 잔혹함을 엿보게 되어, 그 반감으로 주변 분위기에 흔들리지 않고 평론가나 매니아에게 제대로 평가받겠다는 의지가 강하게 작용했다고 한다. 그 결과 발매된 작품에 대해 당시 가까운 관계자조차도 "별로다"라는 등 혹평일색이었지만, 지금 와서보면 그런 제작방침이 결국엔 정확했다고 절실히 느낀다고 한다. 야마시타의 뮤지션 커리어에 있어 행운은 더 큰 음악적, 상업적 전환기에 한창 상한가를 치고 있는 뮤지션과의 만남과 그들과의 좋은 커뮤니케이션 속에서 레코딩과 라이브를 진행할 수 있었던 것이라고 볼 수 있다.
초회반 LP는 CM 촬영 시 스틸 사진에 맥셀 로고 마크와 〈좋은 소리밖에 남지 않는다〉 카피가 인쇄된 덧씌우기 사양으로 출시됐다.

## 곡 목록
작사는 모두 특별한 언급이 없는 한 요시다 미나코가 맡았고, 작곡은 모두 야마시타 타츠로가 맡았다.
| #  | 제목                          | 작사            | 재생 시간 |
| -- | ----------------------------- | --------------- | --------- |
| 1. | 〈언젠가 (いつか) (SOMEDAY)〉 |                 | 5:49      |
| 2. | 〈DAYDREAM〉                  |                 | 4:31      |
| 3. | 〈SILENT SCREAMER〉           |                 | 5:29      |
| 4. | 〈RIDE ON TIME〉              | 야마시타 타츠로 | 5:55      |

| #  | 제목                                                   | 작사            | 재생 시간 |
| -- | ------------------------------------------------------ | --------------- | --------- |
| 1. | 〈여름으로 가는 문 (夏への扉) (THE DOOR INTO SUMMER)〉 |                 | 4:41      |
| 2. | 〈MY SUGAR BABE〉                                      | 야마시타 타츠로 | 4:11      |
| 3. | 〈RAINY DAY〉                                          |                 | 5:20      |
| 4. | 〈구름 가는 길 따라 (雲のゆくえに) (CLOUDS)〉          |                 | 5:40      |
| 5. | 〈잘 자 (おやすみ) (KISSING GOODNIGHT)〉               | 야마시타 타츠로 | 1:41      |